# Арднинг
Арднинг (нем. Ardning) — коммуна (нем. Gemeinde) в Австрии, в федеральной земле Штирия.
Входит в состав округа Лицен.  Население составляет 1251 человек (на 1 января 2006 года). Занимает площадь 34,03 км². Официальный код  —  61206.

## Политическая ситуация
Бургомистр коммуны — Йохан Эггер (СДПА) по результатам выборов 2005 года.
Совет представителей коммуны (нем. Gemeinderat) состоит из 15 мест.
- СДПА занимает 8 мест.
- АНП занимает 7 мест.